# Duane Allman
Howard Duane Allman (Nasvhille, Tennessee, 20 de novembre de 1946 - Macon, Geòrgia, 20 d'octubre de 1971) fou un guitarrista de rock i blues estatunidenc. Famós per la seva habilitat amb la guitarra slide, va ser un important músic de sessió i membre fundador del grup The Allman Brothers Band, juntament amb el seu germà Gregg Allman. També formà part del supergrup Derek and the Dominos, a principis dels anys 70.
Les aptituds de Duane Allman a la guitarra es complementaven amb qualitats personals com la intensitat mostrada a l'escenari i la seva capacitat de lideratge. Segons declaracions del seu germà Gregg, "Duane tenia l'habilitat de treure el millor de tots els músics que tocaven amb ell, era l'ànima de la banda". Va ser sobrenomenat Skydog.
Va morir prematurament l'any 1971, a causa d'un accident de moto, a la localitat de Macon, Geòrgia. Tenia tan sols 24 anys. El grup de rock sureny Lynyrd Skynyrd va dedicar-li el famós tema Free Bird, publicat el novembre de 1974, tres anys després de la seva defunció.
L'any 2011, la revista Rolling Stone el va qualificar com el 9è millor guitarrista de la història, en la seva llista dels 100 millors guitarristes de tots els temps.

## Biografia

### Allman Joys i Hour Glass
Els germans Allman van començar tocant en un grup anomenat The Escorts. Després que aquest es desfés, alguns dels seus membres van formar els Allman Joys. L'any 1965 van publicar el seu primer single, Spoonful i la banda va girar pel sud-est dels Estats Units.
A principis de 1967, els Allman Joys can canviar-se el nom per Hour Glass i es van mudar a Los Angeles, Califòrnia. Allà van gravar dos àlbums als estudis de Liberty Records, però no van tenir massa popularitat. A més a més, els membres de la banda estaven instatisfets amb la discogràfica, que tenia la intenció de catalogar-los com una banda de pop, ignorant els desitjos dels músics de tocar material més orientat al blues.
Hour Glass es va separar l'any 1968 i els dos germans van decidir marxar cap a Jacksonville, Florida, on participarien en una demo de la banda de rock and roll The 31st of February. El baterista d'aquell grup resultaria ser Butch Trucks, amb qui posteriorment formarien The Allman Brothers Band.

### Músic de sessió i formació de The Allman Brothers Band
Gràcies al seu treball amb els Allman Joys i Hour Glass, Duane Allman fou contractat temporalment pel productor Rick Hall com a músic de sessió per participar en la gravació de Hey Jude (1968), el novè àlbum d'estudi del famós cantautor de soul Wilson Pickett. La versió del tema Hey Jude dels Beatles, principal tema del disc, fou aclamada pel públic i el guitarrista de Nasvhille va ser fitxat per Atlantic Records, segell musical propietat de Jerry Wexler. Aquest fet va permetre a Duane Allman treballar amb grans artistes de la talla d'Aretha Franklin, Otis Rush, Boz Scaggs, Johnny Jenkins, Clarence Carter, Delaney & Bonnie o Laura Nyro.
L'any 1969, Duane Allman es va trobar amb Jai Johanny "Jaimoe" Johnson, Butch Trucks, Berry Oakley i Dickey Betts a Jacksonville, per tal de gravar uns quants temes. Segons afirmava Duane en una entrevista posterior, l'únic que els faltava era un cantant. Va ser així com el seu germà Gregg es va unir a ells com a vocalista i teclista. Junts formarien The Allman Brothers Band i viatjarien a Nova York per gravar el seu primer àlbum d'estudi, The Allman Brothers Band (1969).

### Èxit:LaylaiAt Fillmore East
Tot i que els dos primers àlbums de The Allman Brothers Band (The Allman Brothers Band i Idlewild South) no van tenir una gran repercussió, la banda va començar a fer-se famosa pels seus directes, que es basaven en llargues versions de temes propis i covers plens d'improvisació (jam).
L'habilitat de Duane Allman a la guitarra no va passar desapercebuda. Després d'un concert a Miami, es va trobar amb Eric Clapton, qui admirava el seu treball a la guitarra slide. Clapton va demanar-li que participés en la gravació de l'àlbum Layla and Other Assorted Love Songs, que estava produint Tom Dowd (també productor de The Allman Brothers Band) als Critera Studios. Duane va col·laborar amb Derek and the Dominos en la gran majoria dels temes del disc, que inicialment no va ser rebut amb una gran aclamació, però que posteriorment es convertiria en un dels 500 Millors àlbums de tots els temps, segons la revista Rolling Stone.
Eric Clapton va oferir a Duane Allman un lloc permanent a la seva banda, però el guitarrista de Jacksonville va declinar la proposta, ja que no volia deixar The Allman Brothers Band. Tot i així, ambdós van mantenir des de llavors una gran relació d'amistat. Eric Clapton, posteriorment, el descriuria com "el germà musical que mai vaig tenir però que hauria desitjat tenir".
L'any 1971, Duane Allman participaria amb The Allman Brothers Band en la gravació de l'àlbum At Fillmore East, que catapultaria la popularitat de la formació i seria considerat un dels millors directes de la història del rock.

### Accident i mort
La tardor de 1971, després de la publicació de l'àlbum At Fillmore East, la banda es trobava a Macon, Geòrgia, en una recés de la gira. El 29 d'octubre d'aquell any, Duane Allman es dirigia cap a casa en la seva Harley-Davidson Sportster a gran velocitat. A la intersecció amb Bartlett Street, un camió de plataforma que transportaba una grúa es va creuar en la trajectòria de la moto del guitarrista. Tot i intentar esquivar el vehicle, la Harley-Davidson de Duane Allman va topar amb la part posterior del camió i va sortir disparada. El guitarrista va perdre el casc i el seu cos va aterrar sota la moto, que va seguir deslliçant-se uns metres més enllà, al llarg de la carretera. Malgrat que en un primer moment semblava que el músic havia sortit il·lès de l'accident, a causa de l'impacte de la moto amb el seu cos, va patir diversos vessaments en òrgans interns que van resultar fatals. Duane Allman moriria a l'hospital poques hores després 

### Memorial

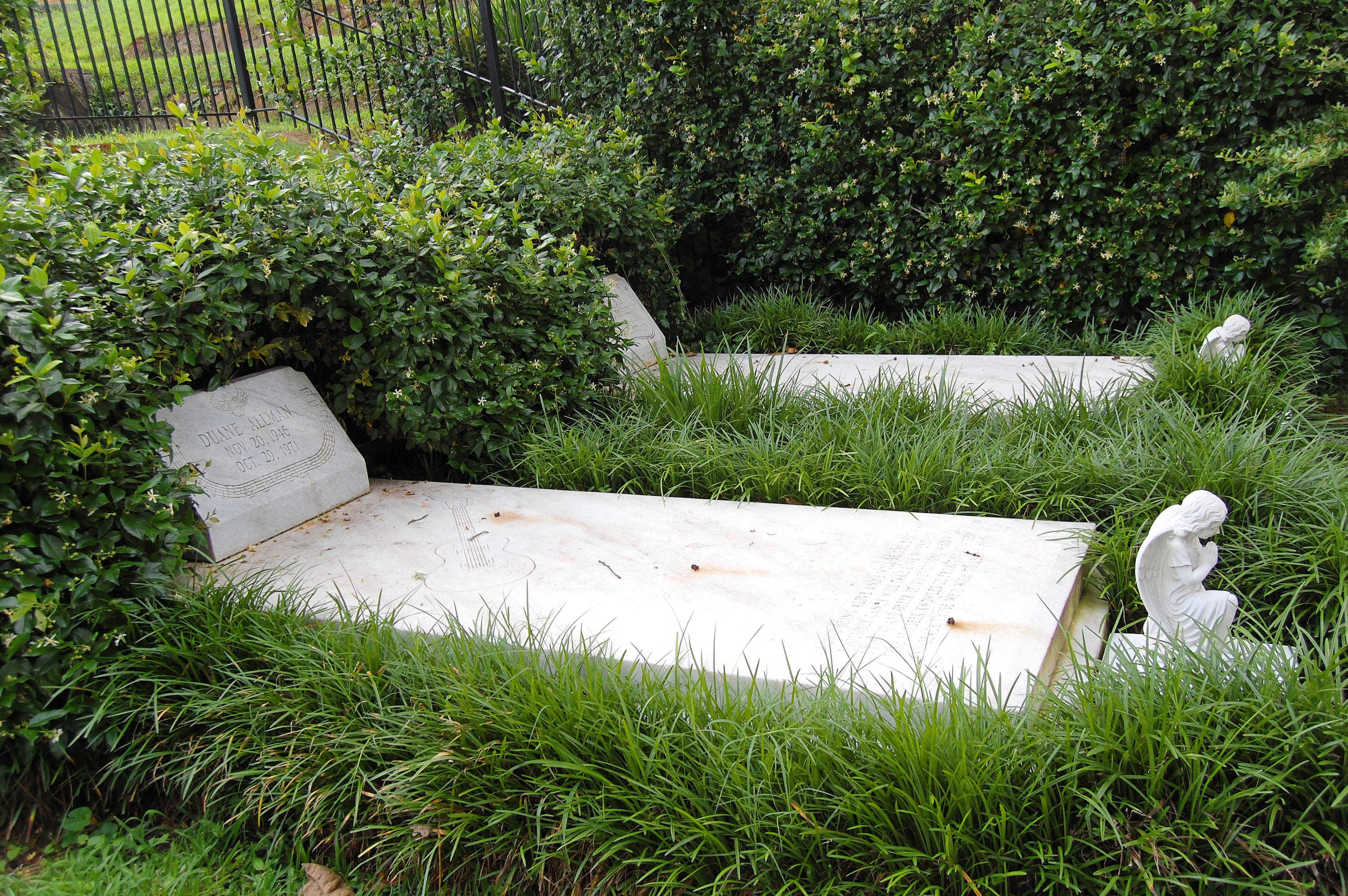
La tombes de Duane Allman i Berry Oakley al cementiri de Rose Hill.

El funeral de Duane Allman va tenir lloc a la Snow's Memorial Chapel de Macon, Geòrgia, el dilluns 1 de novembre de 1971. La capella estava repleta d'amics i familiars, molts dels quals havien format part de la curta però intensa vida de Duane Allman. Durant la cerimònia, el seu germà Gregg Allman va interpretar Melissa, la cançó preferida dels dos. El productor Jerry Wexler va lloar la figura del guitarrista i els èxits musicals que havia aconseguit, així com la seva inflexible dedicació a la música gospel, country i blues.
La seva tomba es troba al cementiri de Rose Hill, al costat de la del baixista Berry Oakley, també membre original de The Allman Brothers Band, que moriria pocs dies després en un altre tràgic accident de moto.